# گوردونسویل (تنسی)
گوردونسویل(به انگلیسی: Gordonsville) شهری در ایالت تنسی کشور ایالات متحده آمریکا است که جمعیت آن در سرشماری سال ۲۰۱۰ میلادی، ۱٬۲۱۳ نفر بوده‌است.